# دونالد پی. بورچرز
دونالد پی. بورچرز (انگلیسی: Donald P. Borchers) تهیه‌کننده فیلم، فیلم‌نامه‌نویس، کارگردان فیلم اهل ایالات متحده آمریکا است.

## فیلم‌شناسی

### تهیه‌کننده
- فرشته
- کودکان ذرت
- همزاد
- لپرکان ۲
- بیگانه